# كاسيبيسينا
كاسيبيسينا، (بالإنجليزية: Casapesenna)‏، هي (بلدية) في مقاطعة كازيرتا، في منطقة كامبانيا الإيطالية، وتقع على بعد حوالي 20 كم (12 ميل) شمال غرب نابولي، وحوالي 20 كم (12 ميل) جنوب غرب كازيرتا.

## السكان
في سنة 1861 بلغ عدد السكان 1٬073 نسمة، وتطور العدد ليصل في سنة 2011 لـ 6٬651 نسمة.
يظهر هذا المخطط البياني تطور النمو السكاني لـ كاسيبيسينا